# Cyclomia mixtalis
Cyclomia mixtalis är en fjärilsart som beskrevs av Walker 1863. Cyclomia mixtalis ingår i släktet Cyclomia och familjen mätare. Inga underarter finns listade i Catalogue of Life.